# アンドウェレ・スロリー
アンドウェレ・スロリー（Andwélé Slory、1982年9月27日 - ）は、スリナム・パラマリボ出身の元オランダ代表サッカー選手。現役時代のポジションはFW（ウイング）。

## 概要
18歳の時にエールステ・ディヴィジ（2部）のストルムフォーヘルス・テルスターからプロデビューし、2005年にSBVエクセルシオールに移籍した。エクセルシオールではエールディヴィジ（1部）昇格を果たして同リーグでも活躍し、2007年6月にはオランダ代表デビューした。2007年夏に同じ町のフェイエノールトに引き抜かれて2010年までプレーした。2010年にはウェスト・ブロムウィッチ・アルビオンFCとレフスキ・ソフィアに短期間だけ在籍し、2011年1月にアデレード・ユナイテッドFCと契約した。

## 経歴

### 初期の経歴
スリナムの首都パラマリボに生まれ、7歳までそこで育った。父親はかつてスリナムのSVロビンフッドやスリナム代表でプレーしたサッカー選手であり、攻撃的ミッドフィールダーであった。母親がオランダで学ぶことがきっかけで家族そろってオランダに渡り、北ホラント州のザーンダムに移り住んだ。その2ヶ月後には北ホラント州のヘームスケルクに移り、オランダに渡って1年ほどした頃に母親の友人のアマチュアクラブに入団した。

### クラブ
ヘームスケルクのODIN '59というクラブの下部組織に入団したが、すぐにアマチュアでは最高峰のリーグに在籍するストルムフォーヘルスの下部組織に加わった。エールステ・ディヴィジ（2部）のAZアルクマールとテルスターはともに北ホラント州に本拠地を置くクラブであり、若手有望株のスロリーに興味を示したが、フェルセン出身の友人が既にテルスターでプレーしていたことが要因となって、スロリーはテルスターの下部組織に加入した。15歳の時にはToon Gerrits監督によってクラブから追放させられそうになった。

#### ストルムフォーヘルス・テルスター
2000-01シーズンにテルスターのトップチームに加わったが、このシーズンは1試合も出場機会がなかった。2001年、テルスターはかつてスロリーがプレーしたアマチュアのストルムフォーヘルスと合併し、クラブ名称をストルムフォーヘルス・テルスターに変更した。2001年8月18日、ホームで行われたSBVエクセルシオール戦 (1-3) の73分にオルラント・スメークスとの交代で途中出場し、18歳でエールステディヴィジデビューを飾った。11月4日にホームで行われたHFCハールレム戦 (0-1) では初めて（そしてシーズンで唯一）先発出場した。デビューシーズンとなった2001-02シーズンは9試合に出場し、得点は挙げられなかった。2002-03シーズンは失望の残るシーズンとなり、トップチームで2試合しか出場できなかった。
2003-04シーズンに飛躍的な成長を遂げた。2003年9月5日にホームで行われたヘラクレス・アルメロ戦 (2-1) では、44分にルシアーノ・ファン・カレンとの交代で途中出場すると、プロ初得点を含む2得点を挙げた。リーグ戦35試合に出場して12得点を挙げ、クラブの中心選手に育った。2004-05シーズンは31試合に出場して9得点を挙げたが、スロリーは新たなチャレンジを欲していた。2005年2月21日、SBVエクセルシオールがスロリーの獲得を発表した。ロッテルダム第3のクラブであるSBVエクセルシオールとは2年契約を結んだ。ロッテルダム最大のクラブであるフェイエノールトもスロリーの契約に関わっており、フェイエノールトは選手の獲得優先権を有していた。

#### エクセルシオール
2005年夏に正式な契約を結ぶと、すぐにSBVエクセルシオールのレギュラーとなり、2005-06シーズンは成功のシーズンとなった。9月12日にアウェーで行われたSCカンブール・レーワルデン戦 (0-1) でデビューし、1週間後の9月19日、ホームで行われたFCエメン戦 (3-0) で移籍後初得点を挙げた。マリオ・ベーン監督の下、SBVエクセルシオールは予期せぬエールステディヴィジ優勝争いに加わった。2006年3月31日にホームで行われた優勝候補のVVVフェンロー戦では同点弾を決め、3-1で勝利して2005-06シーズンのエールステディヴィジ優勝を決めた。スロリーは36試合に出場して14得点・19アシストの大活躍で、優勝とエールディヴィジ（1部）昇格の立役者となった。
クラブとしても予期せぬエールディヴィジ昇格であったため、2006-07シーズンはシーズンが始まる前からエールステディヴィジ降格の有力候補であった。エールディヴィジ経験者はほとんどおらず、クラブの予算は参加クラブ中最低額だった。2006年8月19日にホームで行われたローダJC戦 (0-1) でエールディヴィジデビューすると、8月26日にアウェーで行われたRKCヴァールヴァイク戦 (1-1) でエールディヴィジ初得点を決めた。スロリーはシーズン序盤から活躍を見せ、最初の10試合で5得点4アシストを決めたため、国内外問わず多くのクラブのスカウトの注目を集めた。しかし10月27日には、フェイエノールトが獲得オプションを行使してスロリーをチームに加える意思を固め、12月21日にはシーズン終了後にフェイエノールトと2年契約を結ぶ予定であることが発表された。
ウィンターブレークまでに7得点していたが、移籍が決まった後も好調なプレーを続け、フェイエノールトのライバルであるAFCアヤックス戦 (2-2) では1-1の同点となる得点を決めた。ホームで大勝したヘラクレス・アルメロ戦 (6-1) でも得点し、アウェーで行われたADOデン・ハーグ戦 (2-2) では2得点を挙げた。この2クラブはシーズン終了後にともに降格している。2007年4月29日、シーズン最終節はリーグ首位のAZアルクマール戦であったが、スロリーは20分にドリブル突破からボイ・ヴァーテルマンのファールを誘い、PK獲得とヴァーテルマンの退場をもたらした。PKはLuigi Bruinsが決め、SBVエクセルシオールが3-2で勝利したため、AZアルクマールは優勝を逃し、PSVアイントホーフェンがチャンピオンとなった。SBVエクセルシオールは16位でシーズンを終えて昇降格プレーオフに臨んだが、エールステディヴィジ8位のBVフェーンダムとの対戦ではセカンドレグに2得点し、エールステディヴィジ3位のRBCローゼンダールとの対戦ではセカンドレグで決勝点を奪う活躍を見せ、エールディヴィジ残留に貢献した。

#### フェイエノールト

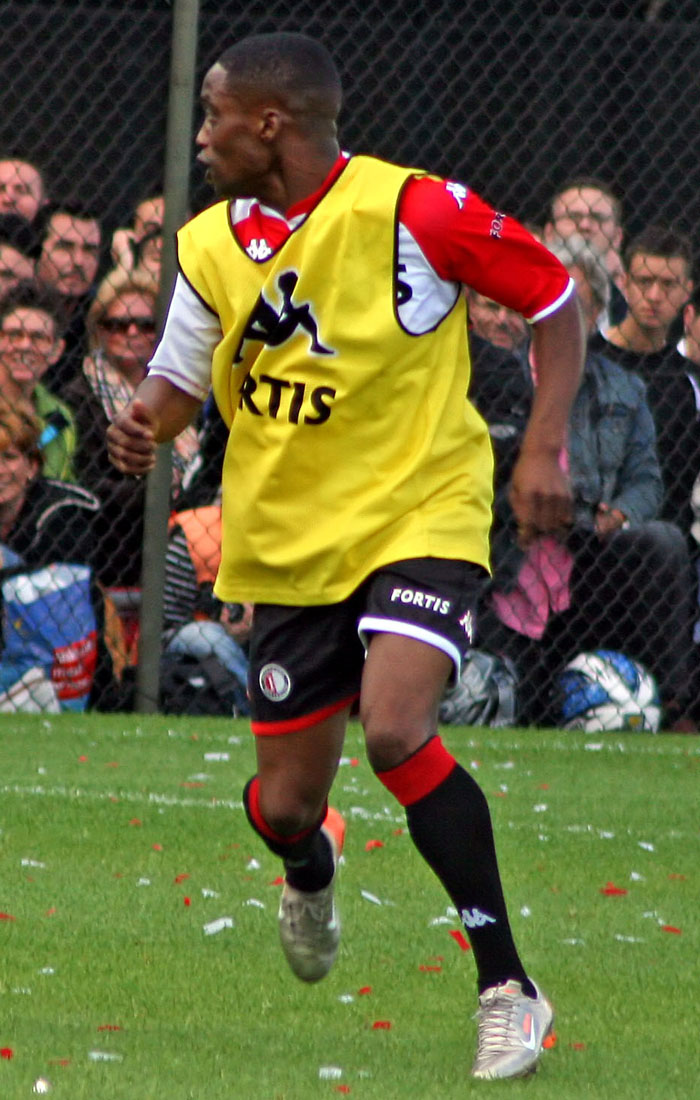
フェイエノールトでの初練習（2007年）

フェイエノールトでは背番号11を受け取った。プレシーズンにはAFCアヤックスからオファーがあったが、スロリーはベルト・ファン・マルワイク監督のチームに残った。プレシーズンにはリヴァプールFCから得点を奪うなどそのスキルを存分に示し、8月19日、2007-08シーズン開幕戦のFCユトレヒト戦 (0-3) に先発出場したが、このアウェー戦は残念なデビュー戦となった。17分に相手GKフランク・グランデルと激突し、中足骨を骨折して途中交代した。ほぼ2ヶ月を棒に振ることになったが、リハビリ期間中にフェイエノールトはスロリーとの新契約を用意した。10月4日、クラブとの契約を1年間延長して2010年夏までとし、1年間の延長オプションが付けられた。11月11日、ホームで行われたAFCアヤックスとのデ・クラシケルで復帰し、69分に途中出場したが、ロスタイムに訪れたGKマールテン・ステケレンブルフと1対1となった決定機を2度も逃し、2-2の引き分けに終わった。彼の家には「次は決めろ、さもないとクラブにはいられない」という内容の脅迫状まで届き、警察に届ける事態に発展した。12月2日、ホームで行われたヘラクレス・アルメロ戦 (6-0) で移籍後初得点を決めた。SCヘーレンフェーン戦でも得点し、レギュラーに定着していったが、負傷や個人的な問題などもあり、2007-08シーズンは17試合の出場にとどまった。同シーズンのKNVBカップでは優勝を果たしたが、1試合にも出場していないことからトロフィーを頭上に掲げることを拒否した。
2008-09シーズンにも同様の問題に苦しめられた。ハムストリングの負傷で2008年のプレシーズンを完全に逃し、シーズン開幕戦では別の箇所の筋肉を痛めて6週間離脱した。2008-09シーズンはリーグ戦20試合に出場したが、わずか1得点に終わった。
2009年夏にはSBVエクセルシオール時代の恩師であるベーン監督がフェイエノールト監督に就任した。移籍して丸2シーズンを失望の結果に終わらせており、2009-10シーズンが最後のチャンスであった。2009年7月17日、ポルトガルのオビドスで行われたプレシーズンの練習でチームメイトのカリム・エル・アフマディと喧嘩し、翌日には首脳陣、すべてのチームメイト、テクニカルスタッフに謝罪した。シーズンが始まるとすぐにレギュラーポジションを獲得し、13試合で4得点を決めて期待以上の働きを見せた。好調なスタートを切ったものの、小さな負傷は続いており、徐々に先発メンバー落ちする機会も増えていった。10月25日にホームで行われたVVVフェンロー戦 (1-0) ではデニー・ランツァートと言い争いし、戦術的な理由からハーフタイムに途中交代させられた。11月22日には体調が悪くて練習に参加できなかったことから、練習の代わりにバレンドレヒトの学校でサイン会を開くという罰を与えられた。2010年1月に契約が満了し、自由に移籍先を探すことが可能になった。

#### ウェスト・ブロムウィッチ
2010年2月1日、イングランド・FLチャンピオンシップ（2部）のウェスト・ブロムウィッチ・アルビオンFCに自由移籍した。2月3日、アウェーのブラックプールFC戦 (3-2) で52分に途中出場してデビューし、2月9日のスカンソープ・ユナイテッドFC戦 (2-0) でホーム初出場を果たした。2月16日のカーディフ・シティFC戦 (1-1) では初めて先発出場した。2009-10シーズンは6試合しか出場機会がなく、先発出場はカーディフ・シティFC戦の1試合に終わった。チームは2位でプレミアリーグ昇格を果たしたが、契約満了でクラブを離れた。

#### レフスキ・ソフィア
2010年8月31日、ブルガリアプロサッカーリーグのレフスキ・ソフィアと2年契約を結んだ。しかし、レフスキ・ソフィアではレギュラーとしての地位を確立させることができず、結局双方合意の上で契約を解除した。

#### アデレード・ユナイテッドFC
2010年12月20日、招待選手としてオーストラリア・Aリーグのアデレード・ユナイテッドFCと契約した。この契約では最大10試合までの出場が許されるが、2011年1月の移籍市場が開くまではプレーする資格を持たない。アデレード・ユナイテッドFCはまた、スロリーが2010-11シーズン閉幕以後もクラブに残留する可能性も残していた。スロリーは2011-12シーズン終了まで契約を延長する意思をメディアに明らかにしたが、それは確定事項ではない。2月2日、移籍後初めての公式戦出場を果たした。2011年11月22日、現役引退する意向を表明した。

#### 現役復帰
2015年1月9日、以前からトレーニングを行っていたFCドルトレヒトと1年半の契約を結びプロとして現役に復帰した。

### 代表
スロリーはかつてオランダの植民地であったスリナムに生まれ、スリナム代表かオランダ代表のどちらかを選ぶことができたが、エドガー・ダーヴィッツ、クラレンス・セードルフ、ジミー・フロイド・ハッセルバインクなどのスリナム出身選手と同様にオランダ代表を選んだ。2006-07シーズンにSBVエクセルシオールで好調なプレーを見せたため、マルコ・ファン・バステン監督からオランダ代表に招集され、2007年のプレシーズンのアジア遠征に加わった。2007年6月2日にソウルで行われた韓国との親善試合 (2-0) で代表デビューし、32分にはスロリーが得たPKをラファエル・ファン・デル・ファールトが決めて先制した。この試合ではマン・オブ・ザ・マッチに選ばれた。6月6日にはバンコクで行われたタイとの親善試合 (3-1) に出場した。オランダ代表での出場はこの2試合のみであり、UEFA EURO 2008予選などの公式戦には出場していない。

## タイトル
エクセルシオール
- エールステ・ディヴィジ (1) : 2005-06

フェイエノールト
- KNVBカップ (1) : 2007-08

## 個人成績

### クラブでの出場記録
| クラブ成績     | クラブ成績                 | クラブ成績           | リーグ | リーグ | カップ   | カップ   | 国際大会          | 国際大会          | 通算 | 通算 |
| シーズン       | クラブ                     | リーグ               | 出場   | 得点   | 出場     | 得点     | 出場              | 得点              | 出場 | 得点 |
| オランダ       | オランダ                   | オランダ             | リーグ | リーグ | KNVB杯   | KNVB杯   | ヨーロッパ        | ヨーロッパ        | 通算 | 通算 |
| -------------- | -------------------------- | -------------------- | ------ | ------ | -------- | -------- | ----------------- | ----------------- | ---- | ---- |
| 2000-01        | テルスター                 | エールステディヴィジ | 0      | 0      | 0        | 0        | -                 | -                 | 0    | 0    |
| 2001-02        | S・テルスター              | エールステディヴィジ | 9      | 0      | 0        | 0        | -                 | -                 | 9    | 0    |
| 2002-03        | S・テルスター              | エールステディヴィジ | 2      | 0      | 0        | 0        | -                 | -                 | 2    | 0    |
| 2003-04        | S・テルスター              | エールステディヴィジ | 35     | 12     | 0        | 0        | -                 | -                 | 35   | 12   |
| 2004-05        | S・テルスター              | エールステディヴィジ | 31     | 9      | 0        | 0        | -                 | -                 | 31   | 9    |
| 2005-06        | エクセルシオール           | エールステディヴィジ | 36     | 14     | 2        | 0        | -                 | -                 | 38   | 14   |
| 2006-07        | エクセルシオール           | エールディヴィジ     | 29     | 12     | 1        | 1        | -                 | -                 | 30   | 13   |
| 2007-08        | フェイエノールト           | エールディヴィジ     | 17     | 2      | 0        | 0        | -                 | -                 | 17   | 2    |
| 2008-09        | フェイエノールト           | エールディヴィジ     | 20     | 1      | 0        | 0        | 1                 | 0                 | 21   | 1    |
| 2009-10        | フェイエノールト           | エールディヴィジ     | 13     | 4      | 1        | 0        | -                 | -                 | 14   | 4    |
| イングランド   | イングランド               | イングランド         | リーグ | リーグ | FAカップ | FAカップ | ヨーロッパ        | ヨーロッパ        | 通算 | 通算 |
| 2009-10        | WBA                        | FLチャンピオンシップ | 6      | 0      | 0        | 0        | -                 | -                 | 6    | 0    |
| ブルガリア     | ブルガリア                 | ブルガリア           | リーグ | リーグ | カップ   | カップ   | ヨーロッパ        | ヨーロッパ        | 通算 | 通算 |
| 2010-11        | レフスキ・ソフィア         | ブルガリアリーグ     | 5      | 0      | 0        | 0        | 0                 | 0                 | 5    | 0    |
| オーストラリア | オーストラリア             | オーストラリア       | リーグ | リーグ | カップ   | カップ   | オセアニア/アジア | オセアニア/アジア | 通算 | 通算 |
| 2010-11        | アデレード・ユナイテッドFC | Aリーグ              | 0      | 0      | 0        | 0        | 0                 | 0                 | 0    | 0    |
| 通算           | オランダ                   | オランダ             | 201    | 54     | 4        | 1        | 1                 | 0                 | 206  | 55   |
| 通算           | イングランド               | イングランド         | 6      | 0      | 0        | 0        | 0                 | 0                 | 6    | 0    |
| 通算           | ブルガリア                 | ブルガリア           | 5      | 0      | 0        | 0        | 0                 | 0                 | 5    | 0    |
| 通算           | オーストラリア             | オーストラリア       | 0      | 0      | 0        | 0        | 0                 | 0                 | 0    | 0    |
| 総通算         | 総通算                     | 総通算               | 206    | 54     | 4        | 1        | 1                 | 0                 | 211  | 55   |